# Bærestol
Bærestol (fransk: portechaise) er et sæde til at bære et menneske i. Det er et transportmiddel uden hjul, som bliver båret af mennesker eller dyr for at transportere personer. 

## Typer
Det er flere typer af bærestole som en sedan, en lukket bærestol opkaldt efter byen Sedan (sedan chairs på engelsk). Og en palanquin (palkhi)  en bærestol med hængende stolesæde som har været brugt i Indien, og gama i Korea. Mindre bærestole er åbne stole eller senge. Sådanne bærestole kan have en overbygning eller et aflukke til beskyttelse mod vejr og vind eller for at hindre indsyn. Silla er et spansk navn for en enkel type bærestol, hvor stolen spændes fast på ryggen af en enkelt bærer. Større bærestole, som blev brugt af de kinesiske kejsere, kan ligne små værelser på platforme, og bliver båret af et dusin bærere eller flere. Sedia Gestatoria er navnet på pavens bæretrone som bliver brugt i ceremonielle processioner. 
En anden form for bærestol er patientbåren, enten i form af en klæde fæstet mellem to bærestokke eller som en hængekøje under én stok. Endnu en variant af bærestolen er typer, hvor figurer bæres i katolske processioner. Bærestole kan også fæstes til dyr som på ryggen af en elefant.
Bærestole med bærere blev særlig brugt af rige og mægtige personer og var ofte udtryk for høj social status. Bærestole har også været brugt som transportmidler for syge. I Wien var der omkring hundrede offentlige Tragesessel i 1781. De blev udkonkurrerede af hestedrosjer og anden offentlig persontransport. 
Også i Østen var der offentlige bærestole.